# Henrik Klingenberg
 (septembre 2007).
Si vous disposez d'ouvrages ou d'articles de référence ou si vous connaissez des sites web de qualité traitant du thème abordé ici, merci de compléter l'article en donnant les références utiles à sa vérifiabilité et en les liant à la section « Notes et références ».
Henrik Klingenberg, né le 21 octobre 1978 en Finlande, est le claviériste du groupe Sonata Arctica. Ce dernier a rejoint Sonata Arctica en fin de l'année 2002 (remplaçant de ce fait Mikko Härkin).
Klingenberg aime utiliser sa keytar Roland (Modèle AX-7, puis dernièrement AX-Synth) pour accentuer l'effet "show" lors de ses solos. Il utilise comme banque MIDI un Synthétiseur Kurzweil.